# Tuvaphantes
Genre
Tuvaphantes est un genre d'araignées aranéomorphes de la famille des Salticidae.

## Distribution
Les espèces de ce genre sont endémiques du Touva en Russie,.

## Liste des espèces
Selon World Spider Catalog (version 18.0, 25/05/2017) :
- Tuvaphantes arat Logunov, 1993
- Tuvaphantes insolitus (Logunov, 1991)

## Publication originale
- Logunov, 1993 : New data on the jumping spiders (Aranei Salticidae) of Mongolia and Tuva. Arthropoda Selecta, vol. 2, no 2, p. 47-53 (texte intégral).